# ألكسندر خوخلوف (لاعب كرة قدم)
ألكسندر خوخلوف (بالروسية: Александр Валерьевич Хохлов)‏ (30 سبتمبر 1988 بسانت بطرسبرغ في روسيا - ) هو لاعب كرة قدم روسي في مركز الدفاع. لعب مع زينيت سانت بطرسبرغ ونادي روستوف ونادي ساتورن رامنسكوي ونادي كوبان كراسنودار وسبارتاك نالتشيك.

## وصلات خارجية
- ألكسندر خوخلوف (لاعب كرة قدم) على موقع قاعدة بيانات كرة القدم.إي يو (الإنجليزية)